# 比爾敦 (印第安納州)
比爾敦（英語：Billtown）是位於美國印地安納州克萊縣的一個非建制地區。該地的面積和人口皆未知。

## 地理
比爾敦的座標為39°34′36″N 87°11′10″W / 39.57667°N 87.18611°W，而該地的平均海拔高度為190米（即623英尺）。